# 야레
야레는 잉어과의 민물고기로 아무르강 유역, 압록강, 두만강 등에 산다. 이 물고기 이름은 만주어 yaru에서 차용한 것으로 〈북새기략〉에는 야래(夜來)로 나오며, 육진 방언에서는 이 물고기를 얘리, 야리, 야뤼 등으로 부른다.